# 持井響太
持井 響太（もちい きょうた、1999年1月20日 - ）は兵庫県出身のサッカー選手。J2リーグ・FC今治所属。ポジションはMF。

## 略歴
滝川第二高校では1年次と3年次に全国高等学校サッカー選手権大会に出場。3年次の95回大会では同校で唯一大会優秀選手に選ばれた。高校卒業後は明治大学に進学。なお、大学の同期からは持井自身も含め後に12名がプロ入りしている。
2020年8月24日、2021シーズンからの東京ヴェルディ加入内定が発表された。また9月7日には同期の佐藤凌我とともに、JFA・Jリーグ特別指定選手に承認された。
2021年4月17日、J2第8節のFC琉球戦で途中出場しプロデビューを果たした。
2021年12月28日、SC相模原へ期限付き移籍。
2023年1月9日、アスルクラロ沼津に期限付き移籍。シーズン終了後に沼津へ完全移籍。
2024年12月20日、2025シーズンよりFC今治へ移籍することが決定した。

## 所属クラブ
- 兵庫FC
- イルソーレ小野FC
- 滝川第二高等学校
- 明治大学
  - 2020年9月 - 同年12月  東京ヴェルディ1969（特別指定選手）
- 2021年 - 2023年  東京ヴェルディ1969
  - 2022年  SC相模原（期限付き移籍）
  - 2023年  アスルクラロ沼津（期限付き移籍）
- 2024年  アスルクラロ沼津
- 2025年 -  FC今治

## 個人成績
| 国内大会個人成績 | 国内大会個人成績 | 国内大会個人成績 | 国内大会個人成績 | 国内大会個人成績 | 国内大会個人成績 | 国内大会個人成績 | 国内大会個人成績 | 国内大会個人成績 | 国内大会個人成績 | 国内大会個人成績 | 国内大会個人成績 |
| 年度             | クラブ           | 背番号           | リーグ           | リーグ戦         | リーグ戦         | リーグ杯         | リーグ杯         | オープン杯       | オープン杯       | 期間通算         | 期間通算         |
| 年度             | クラブ           | 背番号           | リーグ           | 出場             | 得点             | 出場             | 得点             | 出場             | 得点             | 出場             | 得点             |
| 日本             | 日本             | 日本             | 日本             | リーグ戦         | リーグ戦         | リーグ杯         | リーグ杯         | 天皇杯           | 天皇杯           | 期間通算         | 期間通算         |
| ---------------- | ---------------- | ---------------- | ---------------- | ---------------- | ---------------- | ---------------- | ---------------- | ---------------- | ---------------- | ---------------- | ---------------- |
| 2019             | 明大             | 17               | -                | -                | -                | -                | -                | 1                | 0                | 1                | 0                |
| 2021             | 東京V            | 26               | J2               | 12               | 0                | -                | -                | 1                | 0                | 13               | 0                |
| 2022             | 相模原           | 26               | J3               | 13               | 0                | -                | -                | -                | -                | 13               | 0                |
| 2023             | 沼津             | 7                | J3               | 36               | 7                | -                | -                | 1                | 0                | 37               | 7                |
| 2024             | 沼津             | 7                | J3               | 37               | 5                | 2                | 0                | 1                | 0                | 39               | 5                |
| 2025             | 今治             | 17               | J2               |                  |                  |                  |                  |                  |                  |                  |                  |
| 通算             | 日本             | 日本             | J2               | 12               | 0                | -                | -                | 1                | 0                | 13               | 0                |
| 通算             | 日本             | 日本             | J3               | 86               | 12               | 2                | 0                | 2                | 0                | 89               | 12               |
| 通算             | 日本             | 日本             | 他               | -                | -                | -                | -                | 1                | 0                | 1                | 0                |
| 総通算           | 総通算           | 総通算           | 総通算           | 98               | 12               | 2                | 0                | 4                | 0                | 103              | 12               |

- 2020年は特別指定選手（公式戦の出場無し）

出場歴
- Jリーグ初出場 - 2021年4月17日 J2第8節 FC琉球戦 (タピック県総ひやごんスタジアム)
- Jリーグ初得点 - 2023年3月12日 J3第2節 カターレ富山戦 (愛鷹広域公園多目的競技場)

## 代表歴
- 2017年 日本高校選抜候補